# Szubin (công xã)
Gmina Szubin là một Gmina đô thị-nông thôn (quận hành chính) ở Nakło, Kuyavian-Pomeranian Voivodeship, ở phía bắc miền trung Ba Lan.  Khu hành chính của nó là thị trấn Szubin, nằm cách khoảng 18 kilômét (11 mi) về phía đông nam của Nakło nad Notecią và 21 km (13 mi) về phía tây nam Bydgoszcz.
Gmina có diện tích 332,09 kilômét vuông (128,2 dặm vuông Anh), và tính đến năm 2006, tổng dân số của nó là 22.691 (trong đó dân số của Szubin lên tới 9.326, và dân số của vùng nông thôn của Gmina là 13.365).

## Làng
Ngoài thị trấn szubin, Gmina szubin chứa các làng và các khu định cư của Ameryczka, Bielawy, Brzózki, Chobielin, Chomętowo, Chraplewo, Ciężkowo, Dąbrówka Słupska, Drogosław, Gąbin, Głęboczek, Godzimierz, Grzeczna Panna, Jeziorowo, Kołaczkowo, Koraczewko, Kornelin, Kowalewo, Królikowo, Łachowo, Mąkoszyn, Nam Rudy, Nadjezierze, Nadkanale, Niedźwiady, Olek, Pińsko, Podlaski, Retkowo, Rynarzewo, Rzemieniewice, Samoklęski Duże, Samoklęski Nam, Skórzewo, Słonawy, Słupy, Smarzykowo, Smolniki, Stanisławka, Stary Jarużyn, Suchy Pies, Szaradowo, Szkocja, szubin-Wies, Trzciniec, Tur, Wąsosz, Wojsławiec, Wolwark, Wrzosy, Wymysłowo, Zalesie, của Zamość, Zazdrość, Żędowo, Zielonowo và Żurczyn.

## Gmina lân cận
Gmina Szubin được bao quanh bởi các Gmina của Białe Błota, Kcynia, abiszyn, Nakło nad Notecią và Znin.